# Gare de Lourches
Gare de Lourches vasútállomás Franciaországban, Rœulx településen.

## Vasútvonalak
Az állomást az alábbi vasútvonalak érintik:
- Busigny-Somain-vasútvonal
- Lourches-Valenciennes-vasútvonal

## Kapcsolódó állomások
A vasútállomáshoz az alábbi állomások vannak a legközelebb:
- Gare de Bouchain
- Gare de Denain